# René Coeckelberghs
René Coeckelberghs, född 19 oktober 1936 i Belgien, död 16 juli 1989 i Sverige, var en belgisk-svensk förläggare. Han grundade bland annat Coeckelberghs förlag. I bland annat en SOU har han setts som en tongivande trotskist i Sverige, och hans första förlag Partisanförlaget ansågs stå nära Revolutionära marxisters förbund. På Coeckelberghs förlag gav han bland annat ut rumänsk och östeuropeisk litteratur. Han var gift med den rumänsk-svenska författaren Gabriela Melinescu fram till sin död 1989.

## Biografi
René Coeckelberghs föddes 1936 i Belgien. Från tidigt 1970-tal var han verksam som förläggare i Sverige. Han var före detta trotskist och medlem i Italiens kommunistiska parti. Han anses i SOU 2002:91 Hotet från vänster ha stått Revolutionära marxisters förbund (RMF) nära och tillsammans med Marcel Cohen ha varit en tongivande trotskist i Sverige. Hans första förlag i Sverige, Partisanförlaget, ansågs också stå RMF nära. Han gifte sig med Christine från Göteborg och fick med henne två söner, Yves och Alain. Makarna skilde sig i början av  1970-talet och Christine avled kort därefter. Tillsammans med Gabriela Melinescu, som Coeckelberghs gifte sig med 1975, umgicks han i samma kretsar som Artur Lundkvist, Maria Wine och Birgitta Trotzig.
1972 grundade Coeckelberghs Coeckelberghs förlag. På sitt förlag gav han bland annat ut trotskistisk litteratur och oppositionell litteratur från Östeuropa bakom järnridån. Hans förlagsinsats sågs som en viktig filosofisk grund för bland annat tidskriften ETC, och han har omnämnts tillsammans med bland andra Bo Cavefors som en viktig filosofisk och teoretisk inspiratör för svensk vänster. Under perioden 1977–1983 utgav förlaget emellertid tidskriften Jakobs stege, som hade en uttalat kulturkonservativ inriktning.
Coeckelberghs var gift med den rumänsk-svenska författaren Gabriela Melinescu fram till sin död 1989. Det var tack vare Coeckelberghs som Melinescu kunde komma till Sverige från Rumänien, under Nicolae Ceaușescus kommunistdiktatur. Coeckelberghs avled 1989. Han jordfästes i Norra begravningsplatsen.